# Петренко, Владимир Романович
Петренко Владимир Романович (род. 1951) — доктор технических наук, профессор, академик Российской академии естественных наук; ректор Воронежского государственного технического университета (до 2016 года).
Автор 158 научных и учебно-методических работ, в том числе 6 патентов, 4 монографий, 9 учебных пособий по технологии сварочного производства.

## Биография
С 1973 года работает в Воронежском государственном техническом университете.
В 1976—1979 годах обучался в очной целевой аспирантуре Московского энергетического института. В 1983 году защитил кандидатскую диссертацию в Московском высшем техническом училище им. Баумана, в 2006 году — докторскую диссертацию в МАТИ — РГТУ им. К. Э. Циолковского.
Свой профессиональный путь начал с должности инженера, затем стал ассистентом, доцентом, заведующим кафедрой, деканом факультета довузовского обучения,
проректором-директором, первым проректором Естественно-технического колледжа. В 2006 году был избран ректором Воронежского государственного
технического университета и занимал эту должность до 2016 года.
Петренко В. Р. является крупным специалистом в области электронно-лучевой и диффузионной сварки разнородных металлов и сплавов. Входил в состав Совета ректоров вузов Воронежа и Воронежской области.
Петренко присвоено почетное звание «Заслуженный работник высшей школы РФ» и почетное звание «Почетный работник науки и техники РФ». За заслуги в области
образования награждён нагрудным знаком «Почетный работник высшего профессионального образования РФ». За создание космических комплексов и их составных частей присвоено почетное звание «Заслуженный создатель космической техники».